# Detritivora rocana
Detritivora rocana is een vlindersoort uit de familie van de prachtvlinders (Riodinidae), onderfamilie Riodininae.
Detritivora rocana werd in 2002 beschreven door Harvey & J. Hall.